# Vassalord
Vassalord (jap. ヴァッサロード Vassarōdo) – manga napisana i zilustrowana przez Nanae Chrono. Można spotkać się również z zapisem tytułu z kropką na końcu (Vassalord.). Manga była wydawana w Comic Avarus Blade od 30 marca 2006 roku. W Ameryce Północnej manga została licencjonowana przez Tokyopop, a we Włoszech przez GP Publishing. W lipcu 2012 roku manga ukazała się w Polsce nakładem wydawnictwa Studio JG. Mangę zaadaptowano w serię czterech CD dram.

## Fabuła
Wampiry Charles J. Chrishunds (Charley) i Johnny Rayflo mają dziwny związek. Charley jest mieszanką wampira i cyborga oraz łowcą wampirów w Watykanie, podczas gdy jego pan Johnny cieszy się stylem życia playboya. Walcząc z przestępstwami dotyczącymi wampirów, Charley stara się kontrolować swoją żądzę krwi i Johnny'ego, podczas gdy Johnny (znany wcześniej jako Addie, zanim stał się wampirem) rozkoszuje się uwodzeniem swojego sługi i próbuje poradzić sobie ze sprawami z własnej przeszłości. Johnny'emu zależy na Charleyu (znanemu również jako Cherry i Chris), a uczucia nie wydają się być jednostronne.

## Manga
| Nr | Język japoński | Język japoński     | Język polski         | Język polski           |
| Nr | Data wydania   | ISBN               | Data wydania         | ISBN                   |
| -- | -------------- | ------------------ | -------------------- | ---------------------- |
| 1  | 10 marca 2006  | ISBN 4-86127-248-3 | 23 lipca 2012        | ISBN 978-83-61356-50-9 |
| 2  | 30 marca 2007  | ISBN 4-86127-371-4 | 10 października 2012 | ISBN 978-83-61356-53-0 |
| 3  | 10 marca 2009  | ISBN 4-86127-606-3 | 10 grudnia 2012      | ISBN 978-83-61356-57-8 |
| 4  | 10 marca 2010  | ISBN 4-86127-714-0 | 18 lutego 2013       | ISBN 978-83-61356-60-8 |
| 5  | 15 marca 2011  | ISBN 4-86127-842-2 | 25 kwietnia 2013     | ISBN 978-83-61356-60-8 |
| 6  | 15 marca 2012  | ISBN 4-86127-971-2 | 10 października 2013 | ISBN 978-83-61356-78-3 |
| 7  | 15 marca 2013  | ISBN 4-8000-0114-5 | 15 grudnia 2014      | ISBN 978-83-61356-83-7 |

## Drama CD
Frontier Works wypuścił serię czterech płyt CD zawierających dramy oparte na mandze. Pierwsza Vassalord: Drama CD Act I została wydana 25 sierpnia 2006 roku. Act II został wydany 21 marca 2007 roku, Act III w dniu 24 października 2007 roku, a ostatnie CD zawierające Act IV, ukazało się 23 maja 2008 roku. Ryōtarō Okiayu podkłada głos Charleyowi, a Keiji Fujiwara podkłada głos Rayflo.

## OVA
Na podstawie mangi powstała OVA, która została dołączona do limitowanego wydania siódmego tomu mangi. Rayflo i Charleyowi głosu użyczyli odpowiednio Keiji Fujiwara oraz Ryōtarō Okiayu.